# Alfonso III d'Avalos
Alfonso III d'Avalos d'Aquino (Ischia, 25 maggio 1502 – Vigevano, 31 marzo 1546) è stato un militare e politico italiano.

## Biografia

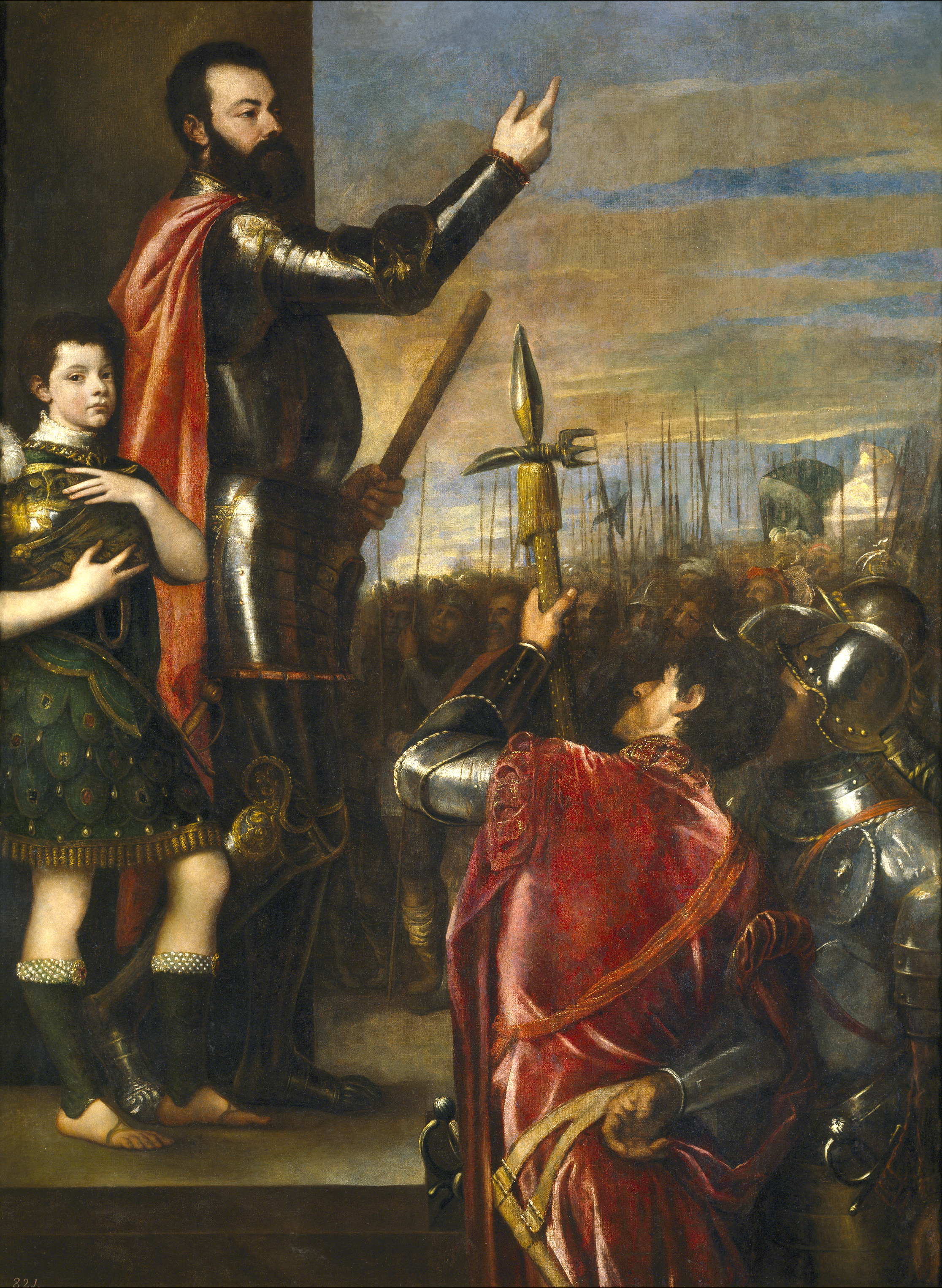
Allocuzione di Alfonso d'Avalos, 1540-1541, Tiziano Vecellio, Museo del Prado, Madrid

Era figlio di Innico II d'Avalos e di Laura Sanseverino.
Nel 1521 ottenne il riconoscimento di Grande di Spagna da aggiungere al titolo di marchese del Vasto riconosciuto al padre nel 1496.
Combatté a fianco del cugino Fernando Francesco d'Avalos nella battaglia di Pavia del 1525, distinguendosi in due fasi diverse. All'inizio, guidò l'avanguardia imperiale costituita da 3 000 uomini, per metà lanzichenecchi tedeschi armati di picca e per metà achibugieri spagnoli, che indossano camicie bianche per riconoscersi nel buio. Dopo aver preso il castello di Mirabello, fu costretto a ritirarsi per non trovarsi in posizione isolata rispetto al resto dell'esercito imperiale. Più tardi, partecipò a una fase critica della battaglia in cui i tercios spagnoli sconfissero la rinomata fanteria svizzera al servizio della Francia sotto il comando di Robert de la Marck, signore di Fleuranges (odierno Florange). Questo successo fu conseguito anche grazie alla sortita della guarnigione di Pavia comandata da Antonio de Leyva che prese alle spalle l'esercito francese.
Nel 1525 Carlo V concesse ad Alfonso il feudo di Castelleone, nella cui titolarità egli venne confermato da Francesco II Sforza nel 1531.
Il 25 agosto del 1526 il d'Avalos venne investito del titolo di marchese di Castelnuovo Scrivia. Nel 1531 ricevette il titolo di conte di Castellazzo Bormida.
Venne fatto prigioniero da Filippino Doria nipote di Andrea Doria durante l'assedio di Napoli del 1528.
Nella distribuzione a favore dei nobili rimasti fedeli alla Spagna voluta da Carlo V nel 1529 dei beni confiscati alla nobiltà filofrancese del regno di Napoli, Alfonso d'Avalos ricevette diversi feudi. Per mezzo del diploma spedito dalla città di Ratisbona in data 28 luglio 1532, l'imperatore donò al d'Avalos e ai suoi eredi e successori i seguenti beni: Montesarchio (col titolo di principe), Castelpagano, Cervinara, Rotondi, Airola, Vico di Pantano, Bisaccia, Valle di Vitulano, Procida. A questi si aggiungevano: una casa posta nella piazza di Nilo di Napoli; il dritto di compra spettante alla regia Corte sui castelli di Colle e Circello, devoluti al regio demanio in seguito alla ribellione di Giovan Vincenzo Carafa, marchese di Montesarchio; la terra di Pescara col titolo di marchese, similmente ricaduta al fisco a causa del delitto di fellonia commesso dalla città di Chieti; il castello di Baranello posto nella provincia di Molise, in precedenza appartenuto al ribelle Antonio Sanfelice; il dritto che spettava alla regia Corte di ricomprare la città di Lettere e i casali di Angri, Gragnano, Pimonte, Franchi e Positano, devoluti al regio demanio a causa della ribellione di Carlo de Miroballo; una rendita annua di ducati 3.600 sui dritti fiscali delle città e terre precedentemente menzionate.
Fu governatore di Milano dal 1538 al 1546.
Fu probabilmente responsabile dell'assassinio a Pavia di Cesare Fregoso e di Antonio Rincon, avvenuto il 3 luglio 1541.
Comandò l'esercito imperiale in Italia durante la campagna d'Italia tra il 1542 e il 1546, e fu sconfitto dai francesi nella battaglia di Ceresole. Il 28 giugno 1543, assieme all'imperatore Carlo V, fece visita a Castel Goffredo al marchese Aloisio Gonzaga e fu ospite della sua corte.
Pare che fosse su sua iniziativa che fu fondata a Milano nel 1546 l'Accademia dei Trasformati per coltivare "la lingua e la poesia italiana".

## Discendenza
Il principe Alfonso III d'Avalos sposò il 26 novembre 1523 la duchessa Maria d'Aragona, figlia del duca Ferdinando d'Aragona e della duchessa Caterina Castellana de Cardona; la coppia ebbe i seguenti figli:
- Francesco Ferdinando d'Avalos d'Aquino d'Aragona (1530 - 31 luglio 1571), militare al servizio dell'Impero spagnolo, nel 1560 fu nominato governatore del ducato di Milano succedendo a Gonzalo II Fernández de Córdoba, carica che detenne solamente tre anni quando fu nuovamente sostituito dallo stesso Duca; nel 1568 succedette a García Álvarez de Toledo y Osorio nella carica di viceré di Sicilia che detenne sino al 1571 quando fu sostituito da Carlo Tagliavia d'Aragona.
- Maria d'Avalos d'Aquino d'Aragona (? - 1535), sposò Giovanni Todeschini Piccolomini d'Aragona, barone di Scafati, figlio del duca Alfonso II Todeschini Piccolomini d'Aragona e di Costanza d'Avalos.
- Antonia d'Avalos d'Aquino d'Aragona (? - post 1567), sposò Giangiacomo Trivulzio, figlio di Gian Francesco Trivulzio e di Giulia Trivulzio. In seconde nozze sposò Orazio I di Lannoy, IV principe di Sulmona, con discendenza.
- Innico d'Avalos d'Aquino d'Aragona (1536 - 20 febbraio 1600), sin da giovane avviato alla carriera ecclesiastica, venendo nominato il 26 febbraio 1561 Cardinale da Papa Pio IV.
- Cesare d'Avalos d'Aquino d'Aragona (16 luglio 1536 - 21 agosto 1614), sposò Lucrezia del Tufo, figlia di Giovanni Girolamo del Tufo marchese di Lavello ed Antonia Carafa.
- Giovanni d'Avalos d'Aquino d'Aragona (1536 - 1586), sposò Maria Orsini; promosse inoltre la fondazione del Complesso dell'Eremo dei Camaldoli.
- Carlo d'Avalos d'Aquino d'Aragona (1541 - 8 dicembre 1612), militare nelle armate imperiali. Nel 1571 si distinse nella Battaglia di Lepanto contro i Turchi sotto il comando di Don Giovanni d'Austria; successivamente nel 1592 partecipò con l'esercito spagnolo alle operazioni militari che si svolgevano in Piemonte, e nel 1596 acquisì dalla nipote Isabella d'Avalos d'Aquino d'Aragona il principato di Montesarchio. Sposò Sveva Gesualdo.
- Beatrice d'Avalos d'Aquino d'Aragona (1533 - 1558), sposò il conte Alfonso de Guevara.

## Ascendenza
|                                             |                                            |                                                       | Genitori                                   |  |  | Nonni |  |  | Bisnonni                            |  |  | Trisnonni           |  |
|                                             |                                            |                                                       |                                            |  |  |       |  |  | Ruy López Dávalos, conte di Ribadeo |  |  | Diego López Dávalos |  |
|                                             |                                            |                                                       |                                            |  |  |       |  |  | Ruy López Dávalos, conte di Ribadeo |  |  | Diego López Dávalos |  |
|                                             |                                            | Catalina de Mendoza                                   |                                            |  |  |       |  |  | Ruy López Dávalos, conte di Ribadeo |  |  |                     |  |
| Innico I d'Avalos, marchese di Pescara      |                                            |                                                       |                                            |  |  |       |  |  | Ruy López Dávalos, conte di Ribadeo |  |  |                     |  |
|                                             |                                            | Costanza de Tovar                                     | Sancho de Tovar                            |  |  |       |  |  |                                     |  |  |                     |  |
|                                             |                                            | Costanza de Tovar                                     | Sancho de Tovar                            |  |  |       |  |  |                                     |  |  |                     |  |
|                                             |                                            | Costanza de Tovar                                     | Teresa de Toledo                           |  |  |       |  |  |                                     |  |  |                     |  |
| Innico II d'Avalos, marchese del Vasto      |                                            | Costanza de Tovar                                     |                                            |  |  |       |  |  |                                     |  |  |                     |  |
|                                             |                                            | Berardo Gaspare d'Aquino, marchese di Pescara         | Francesco II d'Aquino, marchese di Pescara |  |  |       |  |  |                                     |  |  |                     |  |
|                                             |                                            | Berardo Gaspare d'Aquino, marchese di Pescara         | Francesco II d'Aquino, marchese di Pescara |  |  |       |  |  |                                     |  |  |                     |  |
|                                             |                                            | Berardo Gaspare d'Aquino, marchese di Pescara         | Giovanella del Borgo                       |  |  |       |  |  |                                     |  |  |                     |  |
| Antonella d'Aquino, marchesa di Pescara     |                                            | Berardo Gaspare d'Aquino, marchese di Pescara         |                                            |  |  |       |  |  |                                     |  |  |                     |  |
|                                             |                                            | Beatrice Caetani                                      | …                                          |  |  |       |  |  |                                     |  |  |                     |  |
|                                             |                                            | Beatrice Caetani                                      | …                                          |  |  |       |  |  |                                     |  |  |                     |  |
|                                             |                                            | Beatrice Caetani                                      | …                                          |  |  |       |  |  |                                     |  |  |                     |  |
| Alfonso III d'Avalos                        |                                            | Beatrice Caetani                                      |                                            |  |  |       |  |  |                                     |  |  |                     |  |
|                                             | Antonello Sanseverino, principe di Salerno | Roberto Sanseverino, principe di Salerno              |                                            |  |  |       |  |  |                                     |  |  |                     |  |
|                                             | Antonello Sanseverino, principe di Salerno | Roberto Sanseverino, principe di Salerno              |                                            |  |  |       |  |  |                                     |  |  |                     |  |
|                                             | Antonello Sanseverino, principe di Salerno | Raimondina Orsini                                     |                                            |  |  |       |  |  |                                     |  |  |                     |  |
| Roberto II Sanseverino, principe di Salerno | Antonello Sanseverino, principe di Salerno |                                                       |                                            |  |  |       |  |  |                                     |  |  |                     |  |
|                                             |                                            | Costanza da Montefeltro                               | Federico da Montefeltro, duca di Urbino    |  |  |       |  |  |                                     |  |  |                     |  |
|                                             |                                            | Costanza da Montefeltro                               | Federico da Montefeltro, duca di Urbino    |  |  |       |  |  |                                     |  |  |                     |  |
|                                             |                                            | Costanza da Montefeltro                               | Gentile Brancaleoni                        |  |  |       |  |  |                                     |  |  |                     |  |
| Laura Sanseverino                           |                                            | Costanza da Montefeltro                               |                                            |  |  |       |  |  |                                     |  |  |                     |  |
|                                             |                                            | Alfonso de Aragón y de Escobar, I duca di Vilahermosa | Giovanni II d'Aragona                      |  |  |       |  |  |                                     |  |  |                     |  |
|                                             |                                            | Alfonso de Aragón y de Escobar, I duca di Vilahermosa | Giovanni II d'Aragona                      |  |  |       |  |  |                                     |  |  |                     |  |
|                                             |                                            | Alfonso de Aragón y de Escobar, I duca di Vilahermosa | Leonor de Escobar                          |  |  |       |  |  |                                     |  |  |                     |  |
| Maria d'Aragona                             |                                            | Alfonso de Aragón y de Escobar, I duca di Vilahermosa |                                            |  |  |       |  |  |                                     |  |  |                     |  |
|                                             |                                            | Leonor de Sotomayor y Portugal                        | Juan de Sotomayor                          |  |  |       |  |  |                                     |  |  |                     |  |
|                                             |                                            | Leonor de Sotomayor y Portugal                        | Juan de Sotomayor                          |  |  |       |  |  |                                     |  |  |                     |  |
|                                             |                                            | Leonor de Sotomayor y Portugal                        | Isabel de Portugal                         |  |  |       |  |  |                                     |  |  |                     |  |
|                                             |                                            | Leonor de Sotomayor y Portugal                        |                                            |  |  |       |  |  |                                     |  |  |                     |  |